# ギュスターヴ・ル・ボン
シャルル＝マリー・ギュスターヴ・ル・ボン（仏: Charles-Marie Gustave Le Bon、1841年5月7日 – 1931年12月13日）は、フランスの医師、心理学者、社会学者、物理学者である。

## 人物・略歴
1886年にパリ大学で医学博士号を取得したが医者とはならず、1860～80年代は、ヨーロッパやアジア、アフリカを遍歴し、様々な分野の執筆を行った。
普仏戦争ではフランス陸軍の軍医として救急車の運用部隊を編成し、ストレス下にある軍人の行動を観察し、様々な提案を行った。
パリ・コミューンの破壊活動を目撃したことを切っ掛けに関心は社会心理学へと向かい、その群衆心理学は、20世紀前半における社会心理学に大きな影響を及ぼすまでになった。

## 研究業績

### 群衆心理学
1895年の『群衆心理』によってル・ボンは心理学者としての名声を確かなものとした。ル・ボンは、同書の中で「今われわれが歩み入ろうとしている時代は、群衆の時代である」と論じた。ここで、群衆とは、その構成員すべてが意識的人格を完全に喪失し、操縦者の断言・反復・感染による暗示のままに行動するような集合体である。そして、ル・ボンは、産業革命以後の社会現象の特徴が、人びとをこうした群衆心理下に追いやるものであると論じた。
- 2021年、NHK Eテレ「100分de名著」にて『群衆心理』が9月度のテキストとして採用された。番組は反響を呼び、翌2022年11月にアンコール放送となった[1]。

## 著書
- 1881, L'homme et les sociétés〔人と社会〕
- 1894, Les Lois psychologiques de l'évolution des peuples〔民族進化の心理法則〕
前田長太郎『民族発展の心理』（大日本文明協会、1910年）
- 1895, La psychologie des foules

（大山郁夫(?)訳）『群衆心理』(大日本文明協会、1910年)
桜井成夫訳『群衆心理』（講談社学術文庫, 1993年）
元版・岡倉書房、1946年。創元社〔創元文庫〕、1952年

- 1898, Psychologie du socialisme〔社会主義の心理〕